# Mazzetto aromatico

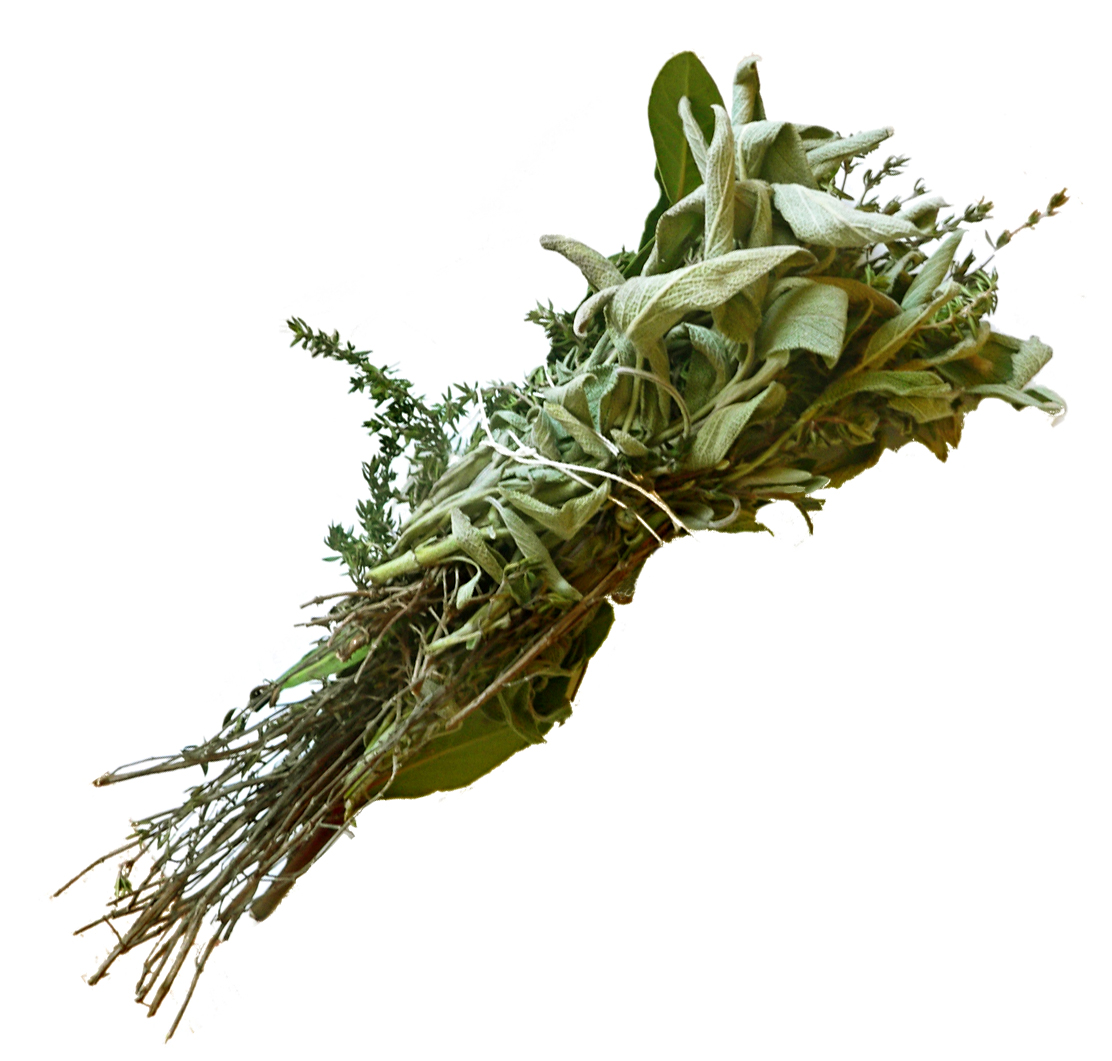
Un bouquet garni a base di timo, alloro e salvia

Il mazzetto aromatico (in lingua francese bouquet garni) è un piccolo fascio di erbe aromatiche a piacere legate tra loro da un filo di spago.

## Nella cucina francese
Molto comune nella cucina francese, viene utilizzato per preparare zuppe, stufati, casserole e fondi di cottura. Il bouquet garni viene messo a cuocere assieme agli altri ingredienti e rimosso prima che la preparazione venga servita.Molte preparazioni francesi utilizzano solitamente il basilico, la salvastrella, il cerfoglio, il rosmarino, il pepe, la satureja e il dragoncello. Alcuni mazzetti possono anche contenere verdure tra cui carote, sedani, porri e cipolle.
In alcuni casi, si utilizza al suo posto un sachet o un filtro per il tè colmato di aromi.